# District de Kaho
Le district de Kaho (嘉穂郡, Kaho-gun) est un district de la préfecture de Fukuoka au Japon.
Lors du recensement de 2000, sa population était de 107 502 habitants pour une superficie de 276 km2.

## Commune du district
- Keisen